# Phare de Minsener Oog Buhne C
Le phare de Minsener Oog Buhne C (en allemand : Leuchtturm Minsener Oog Buhne C) est un phare désactivé de l'îlot de Minsener Oog (Arrondissement de Frise - Basse-Saxe), en Allemagne. Il fonctionnait conjointement avec le phare de Minsener Oog Buhne A et était géré par la WSV de Wilhelmshaven .

## Histoire

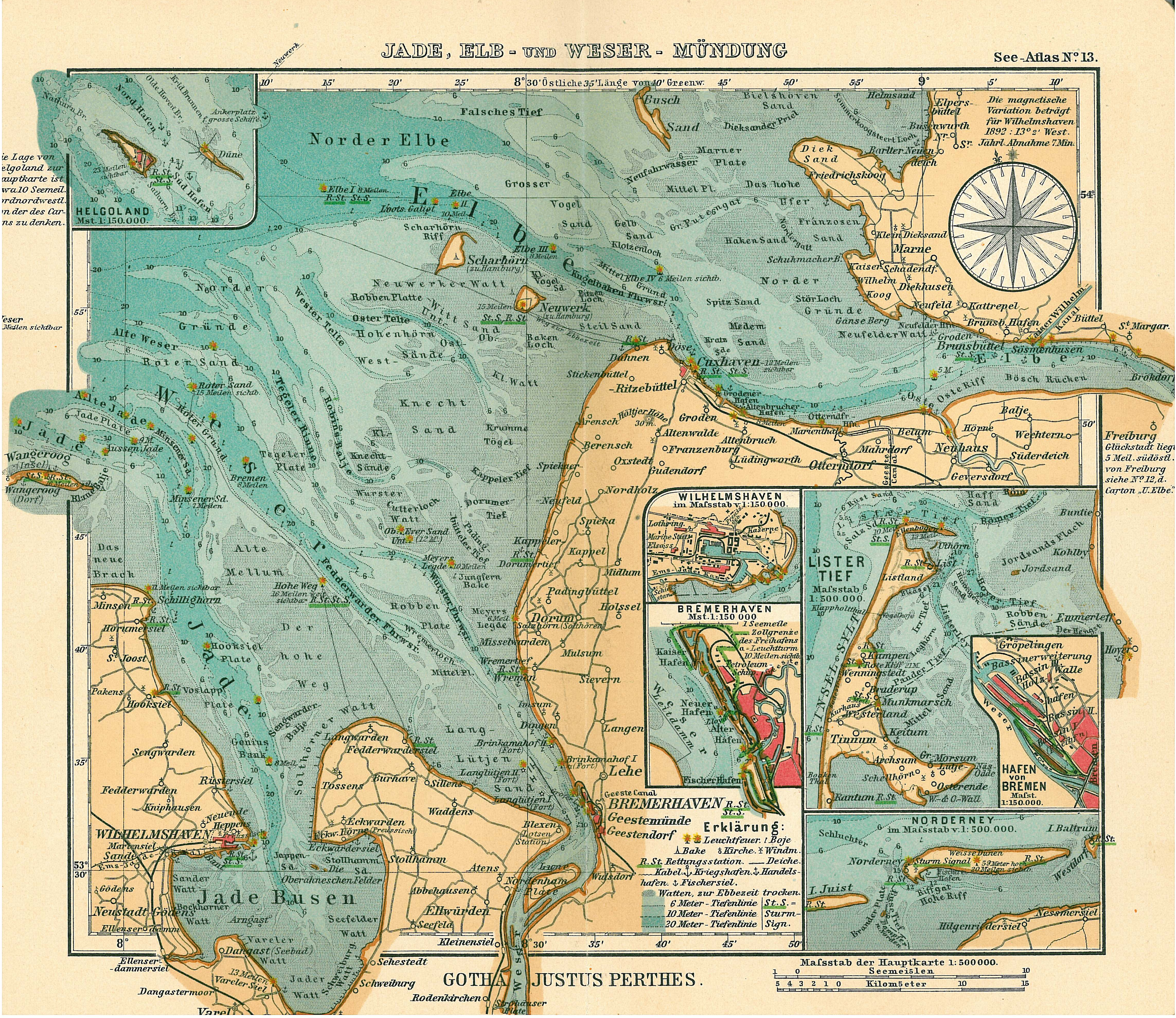
Baie de Jade

Le phare de Minsener Oog Buhne C a été mis en service en 1976 sur un îlot inhabité à 2 km au sud-est de l'île de Wangerooge et à 4 km du continent. Les deux îlots se sont formés à partir de blancs de sable du chenal menant en baie de Jade. Le phare est situé sud le côté est du banc de sable marquant l'entrée ouest de la baie.
Il a été désactivé en octobre 1998. L'île est une réserve d'oiseaux migrateurs.

## Description
Le phare  est une tour cylindrique en maçonnerie de 53 m de haut, et le feu se situait sur un bras au-dessus du local technique. La tour radar est peinte avec des bandes blanches et noires. Il émettait, à une hauteur focale de 22 m, un éclat (blanc, rouge et vert), selon direction, par période de 4 secondes.
Sa portée était de 13 milles nautiques (environ 24 km) pour le feu blanc, et 10 milles nautiques (environ 19 km) pour le feu rouge et 9 milles nautiques (environ 17 km) pour le feu vert.
Identifiant : ARLHS : FED-013 - Amirauté : B1128 - NGA : ..... .

Les îles de Frise orientale
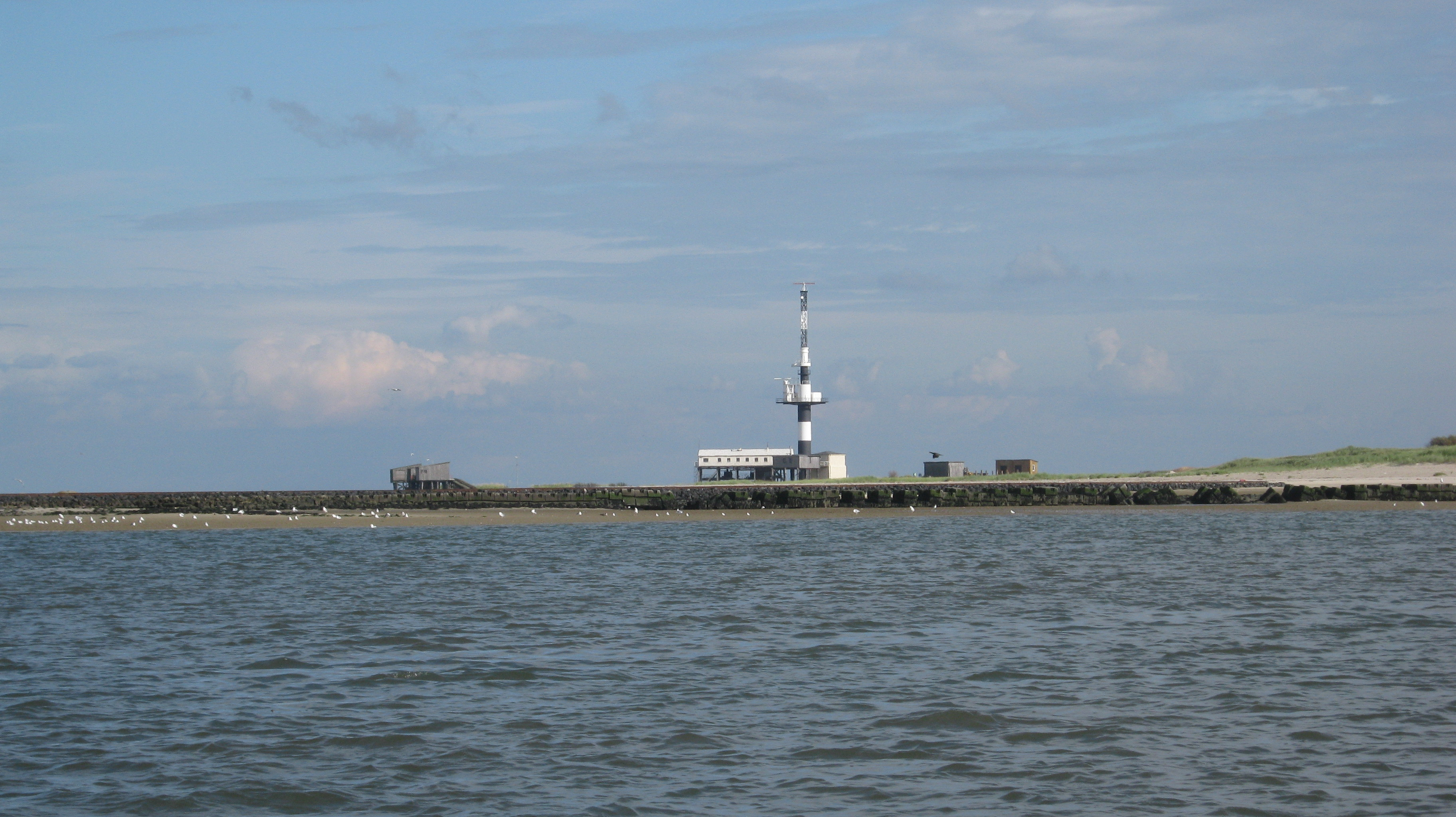
Minsener Oog Buhne C
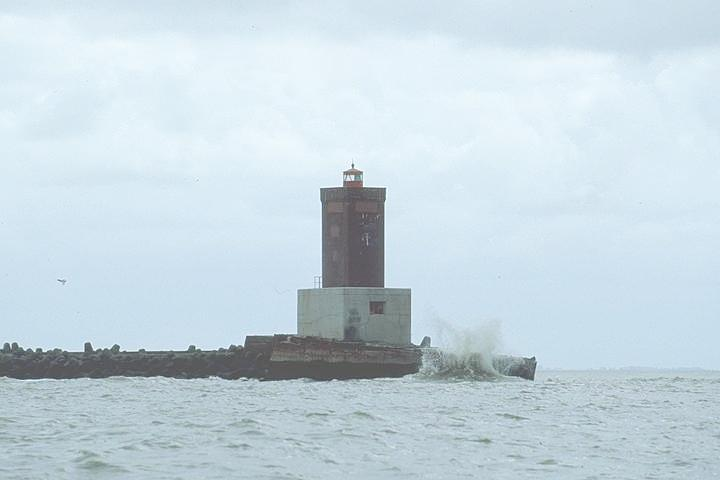
Minsener Oog Buhne A